# Johan Halvorsen
Johan August Halvorsen (ur. 15 marca 1864 w Drammen, zm. 4 grudnia 1935 w Oslo) – norweski kompozytor, dyrygent i skrzypek.

## Kariera muzyczna
Od najmłodszych lat uczył się gry na skrzypcach. Teorię muzyki studiował najpierw w Sztokholmie, potem w Lipsku, a także w Berlinie i w Petersburgu. Jako skrzypek zadebiutował w roku 1882 na koncercie w Drammen. Był koncertmistrzem różnych orkiestr oraz nauczycielem gry na skrzypcach. W latach 1892–1898 pracował w Bergen w charakterze dyrygenta teatru i towarzystwa muzycznego „Harmonien”. W latach 1899–1929 zajmował stanowisko dyrygenta Teatru Narodowego w Kristianii. W Helsinkach, w Bergen i w Kristianii założył trzy kwartety smyczkowe, z którymi koncertował. Na prośbę Edvarda Griega zapisał melodie norweskich tańców ludowych i opracował je na skrzypce solo.
Halvorsen znacznie przyczynił się do ożywienia środowisk muzycznych w Norwegii na przełomie XIX i XX wieku. Pracując w teatrze w Kristianii włączył do repertuaru co najmniej 27 oper oraz poprowadził ponad 200 koncertów symfonicznych. Jako kompozytor był związany z nurtem narodowym i romantycznym reprezentowanym przez Edvarda Griega i Johana Svendsena. Inspirację czerpał przede wszystkim z norweskiego folkloru.
W 1908 Halvorsen skomponował  koncert skrzypcowy, którego premiera odbyła się w 1909, w wykonaniu Kathleen Parlow i Filharmoników Berlińskich. Rok  później koncert zaginął i został odnaleziony dopiero po ponad stu latach w bibliotece w Toronto. 3 lipca 2016 odbyła się jego ponowna premiera w ramach Risør Chamber Music Festival, w wykonaniu Henninga Kraggeruda z towarzyszeniem Norweskiej Orkiestry Kameralnej.

## Odznaczenia
- 1927 – Kawaler Orderu Białej Róży Finlandii (Finlandia)[4]
- 1927 – Komandor Orderu Danebroga (Dania)[4]
- 1928 – Komandor Orderu Świętego Olafa (Norwegia)[4]

## Główne dzieła

### Muzyka do przedstawień
- Gurre (1900) Holgera Drachmanna
- Tordenskjold (1901) Jacoba Bredy Bulla
- Król (1902) Bjørnstjerne Bjørnsona
- Dronning Tamara (1903-1904) Knuta Hamsuna
- Christian Fredrik (1905) Jacoba Bredy Bulla
- Prinsessen og det halve Kongerige (1906) Holgera Drachmanna
- Wiele hałasu o nic (1915) Williama Shakespeare'a
- Kaprysy Marianny (1916) Alfreda de Musseta
- Medea (1918) Eurypidesa
- Julestue (1918) Ludviga Holberga
- Makbet (1920) Williama Shakespeare'a
- Ruy Blas (1920) Victora Hugo
- Cyrano de Bergerac (1921) Edmonda Rostanda
- Mascarade (1922) Ludviga Holberga
- Kupiec wenecki (1926) Williama Shakespeare'a

### Operetka
- Mod Nordpolen, operetka w 3 aktach (1911)

### Utwory orkiestrowe
- Bojarenes inntogsmarsj (1895)
- Festovertyre, op. 16 (1899)
- Koncert skrzypcowy, op. 28 (1908)
- Bjørnstjerne Bjørnson in Memoriam, op. 30 (1910)
- Norway's Greeting to Theodore Roosevelt, op. 31 (1910)
- Suite ancienne ku pamięci Ludviga Holberga, op. 31 (1911)
- Festmarsj, op. 32
- Norske rapsodie No. 1 (1919–1920)
- Norske rapsodie No. 2 (1919–1920)
- Symfonia I c-moll (1923)
- Symfonia II d-moll Fatum (1924)
- Symfonia III C-dur (1929)
- Festovertyre, op. 38

### Kameralistyka
- 6 Stimmungsbilder na skrzypce i fortepian (1890)
- Suita g-moll na skrzypce i fortepian (1890)
- Danses norvégiennes na skrzypce i fortepian (1897)
- Elegie na skrzypce i fortepian (1897)
- Passacaglia g-moll na motywach suity klawesynowej Georga Friedricha Händla na skrzypce i altówkę (1897)
- Sarabande con variazioni d-moll według tematu z Georga Friedricha Händla na skrzypce i altówkę (1897)
- Crépuscule na skrzypce i fortepian (1898)
- Kwartet smyczkowy, op. 10
- Norske viser og danse, 30 aranżacji na skrzypce i fortepian